# All the Way... A Decade of Song
All the Way… A Decade of Song släpptes den 12 november 1999, och är det första engelskspråkiga greatest hits-albumet av Céline Dion. Förutom tidigare inspelningar från 1990-talet finns sju då nyinspelade sånger på albumet.
För albumet tilldelades hon två Grammypriser.

## Låtlista
| 1.  | The Power of Love (radioversion)              | Candy DeRouge, Gunther Mende, Mary Susan Applegate, Jennifer Rush | David Foster                         | 4:48 |
| 2.  | If You Asked Me To                            | Diane Warren                                                      | Guy Roche                            | 3:55 |
| 3.  | Beauty and the Beast (duett med Peabo Bryson) | Alan Menken, Howard Ashman                                        | Walter Afanasieff                    | 4:04 |
| 4.  | Because You Loved Me                          | Warren                                                            | Foster                               | 4:35 |
| 5.  | It's All Coming Back to Me Now (radioversion) | Jim Steinman                                                      | Steinman, Steven Rinkoff, Roy Bittan | 5:32 |
| 6.  | Love Can Move Mountains (radioversion)        | Warren                                                            | Ric Wake                             | 4:01 |
| 7.  | To Love You More (radioversion)               | Foster, Junior Miles                                              | Foster                               | 4:41 |
| 8.  | My Heart Will Go On                           | James Horner, Will Jennings                                       | Afanasieff, Horner                   | 4:42 |
| 9.  | I'm Your Angel (duett med R. Kelly)           | Kelly                                                             | Kelly                                | 5:31 |
| 10. | That's the Way It Is                          | Kristian Lundin, Max Martin, Andreas Carlsson                     | Martin, Lundin                       | 4:03 |
| 11. | If Walls Could Talk                           | Robert John "Mutt" Lange                                          | Lange                                | 5:19 |
| 12. | The First Time Ever I Saw Your Face           | Ewan MacColl                                                      | Foster                               | 4:09 |
| 13. | All the Way (duett med Frank Sinatra)         | Jimmy Van Heusen, Sammy Cahn                                      | Foster, René Angélil                 | 3:53 |
| 14. | Then You Look at Me                           | Horner, Jennings                                                  | Foster, Horner, Simon Franglen       | 4:11 |
| 15. | I Want You to Need Me                         | Warren                                                            | Matt Serletic                        | 4:36 |
| 16. | Live (for the One I Love)                     | Richard Cocciante, Luc Plamondon, Jennings                        | Foster, Humberto Gatica              | 3:58 |

| 1.  | The Power of Love (radioversion)              | DeRouge, Mende, Applegate, Rush      | Foster                         | 4:48 |
| 2.  | Beauty and the Beast (duett med Peabo Bryson) | Menken, Ashman                       | Afanasieff                     | 4:04 |
| 3.  | Because You Loved Me                          | Warren                               | Foster                         | 4:35 |
| 4.  | It's All Coming Back to Me Now (radioversion) | Steinman                             | Steinman, Rinkoff, Bittan      | 5:32 |
| 5.  | Immortality (med Bee Gees)                    | Barry Gibb, Robin Gibb, Maurice Gibb | Afanasieff                     | 4:12 |
| 6.  | To Love You More (radioversion)               | Foster, Junior Miles                 | Foster                         | 4:41 |
| 7.  | My Heart Will Go On                           | Horner, Jennings                     | Afanasieff, Horner             | 4:42 |
| 8.  | Be the Man                                    | Foster, Miles                        | Foster                         | 4:39 |
| 9.  | I'm Your Angel (duett med R. Kelly)           | Kelly                                | Kelly                          | 5:31 |
| 10. | That's the Way It Is                          | Lundin, Martin, Carlsson             | Martin, Lundin                 | 4:03 |
| 11. | If Walls Could Talk                           | Lange                                | Lange                          | 5:19 |
| 12. | The First Time Ever I Saw Your Face           | MacColl                              | Foster                         | 4:09 |
| 13. | All the Way (duett med Frank Sinatra)         | Heusen, Cahn                         | Foster, Angélil                | 3:53 |
| 14. | Then You Look at Me                           | Horner, Jennings                     | Foster, Horner, Franglen       | 4:11 |
| 15. | I Want You to Need Me                         | Warren                               | Serletic/Previously unreleased | 4:36 |
| 16. | Live (for the One I Love)                     | Cocciante, Plamondon, Jennings       | Foster, Gatica                 | 3:58 |

| 1.  | The Power of Love (radioversion)              | DeRouge, Mende, Applegate, Rush                     | Foster                      | 4:48 |
| 2.  | Beauty and the Beast (duett med Peabo Bryson) | Menken, Ashman                                      | Afanasieff                  | 4:04 |
| 3.  | Think Twice                                   | Andy Hill, Peter Sinfield                           | Christopher Neil, Aldo Nova | 4:48 |
| 4.  | Because You Loved Me                          | Warren                                              | Foster                      | 4:35 |
| 5.  | It's All Coming Back to Me Now (radioversion) | Steinman                                            | Steinman, Rinkoff, Bittan   | 5:32 |
| 6.  | Immortality (med Bee Gees)                    | B. Gibb, R. Gibb, M. Gibb                           | Afanasieff                  | 4:12 |
| 7.  | To Love You More (radioversion)               | Foster, Junior Miles                                | Foster                      | 4:41 |
| 8.  | My Heart Will Go On                           | Horner, Jennings                                    | Afanasieff, Horner          | 4:42 |
| 9.  | Falling Into You                              | Billy Steinberg, Rick Nowels, Marie-Claire D'Ubaldo | Steinberg, Nowels           | 4:18 |
| 10. | That's the Way It Is                          | Lundin, Martin, Carlsson                            | Martin, Lundin              | 4:03 |
| 11. | If Walls Could Talk                           | Lange                                               | Lange                       | 5:19 |
| 12. | The First Time Ever I Saw Your Face           | MacColl                                             | Foster                      | 4:09 |
| 13. | All the Way (duett med Frank Sinatra)         | Heusen, Cahn                                        | Foster, Angélil             | 3:53 |
| 14. | Then You Look at Me                           | Horner, Jennings                                    | Foster, Horner, Franglen    | 4:11 |
| 15. | I Want You to Need Me                         | Warren                                              | Serletic                    | 4:36 |
| 16. | Live (for the One I Love)                     | Cocciante, Plamondon, Jennings                      | Foster, Gatica              | 3:58 |

| 1.  | The Power of Love (radioversion)              | DeRouge, Mende, Applegate, Rush               | Foster                    | 4:48 |
| 2.  | If You Asked Me To                            | Warren                                        | Roche                     | 3:55 |
| 3.  | Beauty and the Beast (duett med Peabo Bryson) | Menken, Ashman                                | Afanasieff                | 4:04 |
| 4.  | Sola Otra Vez                                 | Eric Carmen, Sergej Rachmaninov, Manny Benito | Foster                    | 5:12 |
| 5.  | Because You Loved Me                          | Warren                                        | Foster                    | 4:35 |
| 6.  | It's All Coming Back to Me Now (radioversion) | Steinman                                      | Steinman, Rinkoff, Bittan | 5:32 |
| 7.  | To Love You More (radioversion)               | Foster, Junior Miles                          | Foster                    | 4:41 |
| 8.  | My Heart Will Go On                           | Horner, Jennings                              | Afanasieff, Horner        | 4:42 |
| 9.  | I'm Your Angel (duett med R. Kelly)           | Kelly                                         | Kelly                     | 5:31 |
| 10. | That's the Way It Is                          | Lundin, Martin, Carlsson                      | Martin, Lundin            | 4:03 |
| 11. | If Walls Could Talk                           | Lange                                         | Lange                     | 5:19 |
| 12. | The First Time Ever I Saw Your Face           | MacColl                                       | Foster                    | 4:09 |
| 13. | All the Way (duett med Frank Sinatra)         | Heusen, Cahn                                  | Foster, Angélil           | 3:53 |
| 14. | Then You Look at Me                           | Horner, Jennings                              | Foster, Horner, Franglen  | 4:11 |
| 15. | I Want You to Need Me                         | Warren                                        | Serletic                  | 4:36 |
| 16. | Live (for the One I Love)                     | Cocciante, Plamondon, Jennings                | Foster, Gatica            | 3:58 |

| 1.  | The Power of Love (radioversion)              | DeRouge, Mende, Applegate, Rush | Foster                    | 4:48 |
| 2.  | Beauty and the Beast (duett med Peabo Bryson) | Menken, Ashman                  | Afanasieff                | 4:04 |
| 3.  | Think Twice                                   | Hill, Sinfield                  | Neil, Nova                | 4:48 |
| 4.  | Because You Loved Me                          | Warren                          | Foster                    | 4:35 |
| 5.  | It's All Coming Back to Me Now (radioversion) | Steinman                        | Steinman, Rinkoff, Bittan | 5:32 |
| 6.  | Immortality (med Bee Gees)                    | B. Gibb, R. Gibb, M. Gibb       | Afanasieff                | 4:12 |
| 7.  | To Love You More (radioversion)               | Foster, Junior Miles            | Foster                    | 4:41 |
| 8.  | My Heart Will Go On                           | Horner, Jennings                | Afanasieff, Horner        | 4:42 |
| 9.  | I'm Your Angel (duett med R. Kelly)           | Kelly                           | Kelly                     | 5:31 |
| 10. | That's the Way It Is                          | Lundin, Martin, Carlsson        | Martin, Lundin            | 4:03 |
| 11. | If Walls Could Talk                           | Lange                           | Lange                     | 5:19 |
| 12. | The First Time Ever I Saw Your Face           | MacColl                         | Foster                    | 4:09 |
| 13. | All the Way (duett med Frank Sinatra)         | Heusen, Cahn                    | Foster, Angélil           | 3:53 |
| 14. | Then You Look at Me                           | Horner, Jennings                | Foster, Horner, Franglen  | 4:11 |
| 15. | I Want You to Need Me                         | Warren                          | Serletic                  | 4:36 |
| 16. | Live (for the One I Love)                     | Cocciante, Plamondon, Jennings  | Foster, Gatica            | 3:58 |

| 1.  | The Power of Love (radioversion)              | DeRouge, Mende, Applegate, Rush | Foster                    | 4:48 |
| 2.  | Beauty and the Beast (duett med Peabo Bryson) | Menken, Ashman                  | Afanasieff                | 4:04 |
| 3.  | All by Myself                                 | Carmen, Rachmaninov             | Foster                    | 5:11 |
| 4.  | Because You Loved Me                          | Warren                          | Foster                    | 4:35 |
| 5.  | It's All Coming Back to Me Now (radioversion) | Steinman                        | Steinman, Rinkoff, Bittan | 5:32 |
| 6.  | Immortality (med Bee Gees)                    | B. Gibb, R. Gibb, M. Gibb       | Afanasieff                | 4:12 |
| 7.  | To Love You More (radioversion)               | Foster, Junior Miles            | Foster                    | 4:41 |
| 8.  | My Heart Will Go On                           | Horner, Jennings                | Afanasieff, Horner        | 4:42 |
| 9.  | I'm Your Angel (duett med R. Kelly)           | Kelly                           | Kelly                     | 5:31 |
| 10. | That's the Way It Is                          | Lundin, Martin, Carlsson        | Martin, Lundin            | 4:03 |
| 11. | If Walls Could Talk                           | Lange                           | Lange                     | 5:19 |
| 12. | The First Time Ever I Saw Your Face           | MacColl                         | Foster                    | 4:09 |
| 13. | All the Way (duett med Frank Sinatra)         | Heusen, Cahn                    | Foster, Angélil           | 3:53 |
| 14. | Then You Look at Me                           | Horner, Jennings                | Foster, Horner, Franglen  | 4:11 |
| 15. | I Want You to Need Me                         | Warren                          | Serletic                  | 4:36 |
| 16. | Live (for the One I Love)                     | Cocciante, Plamondon, Jennings  | Foster, Gatica            | 3:58 |

| 1.  | The Power of Love (radioversion)              | DeRouge, Mende, Applegate, Rush | Foster                    | 4:48 |
| 2.  | Beauty and the Beast (duett med Peabo Bryson) | Menken, Ashman                  | Afanasieff                | 4:04 |
| 3.  | Because You Loved Me                          | Warren                          | Foster                    | 4:35 |
| 4.  | It's All Coming Back to Me Now (radioversion) | Steinman                        | Steinman, Rinkoff, Bittan | 5:32 |
| 5.  | All by Myself (Single Version)                | Carmen, Rachmaninov             | Foster                    | 4:24 |
| 6.  | Immortality (med Bee Gees)                    | B. Gibb, R. Gibb, M. Gibb       | Afanasieff                | 4:12 |
| 7.  | To Love You More (radioversion)               | Foster, Junior Miles            | Foster                    | 4:41 |
| 8.  | My Heart Will Go On                           | Horner, Jennings                | Afanasieff, Horner        | 4:42 |
| 9.  | Be the Man                                    | Foster, Miles                   | Foster                    | 4:39 |
| 10. | I'm Your Angel (duett med R. Kelly)           | Kelly                           | Kelly                     | 5:31 |
| 11. | That's the Way It Is                          | Lundin, Martin, Carlsson        | Martin, Lundin            | 4:03 |
| 12. | If Walls Could Talk                           | Lange                           | Lange                     | 5:19 |
| 13. | The First Time Ever I Saw Your Face           | MacColl                         | Foster                    | 4:09 |
| 14. | All the Way (duett med Frank Sinatra)         | Heusen, Cahn                    | Foster, Angélil           | 3:53 |
| 15. | Then You Look at Me                           | Horner, Jennings                | Foster, Horner, Franglen  | 4:11 |
| 16. | I Want You to Need Me                         | Warren                          | Serletic                  | 4:36 |
| 17. | Live (for the One I Love)                     | Cocciante, Plamondon, Jennings  | Foster, Gatica            | 3:58 |

| 1.  | The Power of Love (radioversion)              | DeRouge, Mende, Applegate, Rush | Foster                    | 4:48 |
| 2.  | Beauty and the Beast (duett med Peabo Bryson) | Menken, Ashman                  | Afanasieff                | 4:04 |
| 3.  | Because You Loved Me                          | Warren                          | Foster                    | 4:35 |
| 4.  | It's All Coming Back to Me Now (radioversion) | Steinman                        | Steinman, Rinkoff, Bittan | 5:32 |
| 5.  | Sola Otra Vez                                 | Carmen, Rachmaninov, Benito     | Foster                    | 5:12 |
| 6.  | Immortality (med Bee Gees)                    | B. Gibb, R. Gibb, M. Gibb       | Afanasieff                | 4:12 |
| 7.  | To Love You More (radioversion)               | Foster, Junior Miles            | Foster                    | 4:41 |
| 8.  | My Heart Will Go On                           | Horner, Jennings                | Afanasieff, Horner        | 4:42 |
| 9.  | I'm Your Angel (duett med R. Kelly)           | Kelly                           | Kelly                     | 5:31 |
| 10. | That's the Way It Is                          | Lundin, Martin, Carlsson        | Martin, Lundin            | 4:03 |
| 11. | If Walls Could Talk                           | Lange                           | Lange                     | 5:19 |
| 12. | The First Time Ever I Saw Your Face           | MacColl                         | Foster                    | 4:09 |
| 13. | All the Way (duett med Frank Sinatra)         | Heusen, Cahn                    | Foster, Angélil           | 3:53 |
| 14. | Then You Look at Me                           | Horner, Jennings                | Foster, Horner, Franglen  | 4:11 |
| 15. | I Want You to Need Me                         | Warren                          | Serletic                  | 4:36 |
| 16. | Live (for the One I Love)                     | Cocciante, Plamondon, Jennings  | Foster, Gatica            | 3:58 |

### Fotnoter
1. ↑  ”Dion Goes 'All the Way' on Epic 550”. Billboard. Nielsen Business Media, Inc. 6 november 1999. http://books.google.com/books?id=eggEAAAAMBAJ&printsec=frontcover&hl=pl&source=gbs_ge_summary_r&cad=0#v=onepage&q=dion&f=false. Läst 22 augusti 2014.
2. ↑  ”Celine Dion: All The Way... A Decade of Song”. celinedion.com. Arkiverad från originalet den 12 maj 2012. https://web.archive.org/web/20120512205847/http://www.celinedion.com/music/all-way-decade-song. Läst 22 augusti 2014.